# Rubinroter Täubling
Der Rubinrote Täubling  (Russula zvarae) ist ein Pilz aus der Familie der Täublingsverwandten. Der sehr seltene Täubling ähnelt relativ stark dem Harten Zinnobertäubling, ist aber meist kleiner und nicht so hartfleischig. Sein lateinisches Art-Epitheton trägt er zu Ehren des tschechischen Mykologen Jaroslav I. Zvára.

## Merkmale

### Makroskopische Merkmale
Der zerbrechliche, dünnfleischige Hut ist 4–7 cm breit und schon bald ausgebreitet und dann auffallend niedergedrückt. Der Hut ist wenig fleischig und rosa bis schwach zinnoberrot gefärbt. In der Mitte und am Rand ist er blasser, oft auch buttergelb. Die Oberhaut ist samtig und im Alter körnig oder rissig. Die Huthaut ist dünn und nicht sehr fest und deshalb nur am Rand abziehbar. Der abgerundete, stumpfe Rand ist oft grünlich und im Alter gerieft.
Die gedrängt stehenden, gebrechlichen Lamellen sind weißlich, cremefarben bis blass gelbocker und stehen fast frei. Das Sporenpulver ist rein weiß (Ia-Ib nach Romagnesi).
Der weiße Stiel ist 3–5 (6) cm lang und 0,5–1,5 cm breit. Innen ist der Stiel schwammig und im Alter oft hohl. Er ist oft keulenförmig und bisweilen auch purpurn punktiert bis gefleckt. An der Basis ist er oft rötlich (pastell-rosa bis lachsfarben) überlaufen. In seiner Jugend ist der Stiel oft bemehlt, dann glatt und schon nach kurzer Zeit runzelig gefurcht.
Das Fleisch ist weiß. Es ist mehr oder weniger geruchlos, eventuell leicht fruchtig und schmeckt mild. Die Guajakreaktion ist negativ, Eisensulfat färbt das Fleisch schmutzig rosa.

### Mikroskopische Merkmale
Die fast rundlichen Sporen sind (6,5) 7–8,5 (9) µm lang und 5,5–6,5 µm breit und fein warzig bis gratig ornamentiert. Die Zystiden sind bis zu 60 (80) µm lang und 8–13 µm breit und reagieren nur schwach mit Sulfobenzaldehyd. Sie sind an der Spitze appendikuliert oder zusammengezogen. In der Epicutis (obere Huthautschicht) sind die Hyphen-Endzellen 3–4 (6) µm breit, also relativ kurz und dick. Sie sind manchmal eingeschnürt oder leicht kopfig oder zitzenförmig zusammengezogen. Die Primordialhyphen sind schlank, kaum breiter als die Hyphen-Endzellen und haben feine, fast 1 µm dicke Inkrustierungen. Die Subcutis, das ist die untere Huthautschicht, enthält filamentöse Hyphen.

## Artabgrenzung
Die Verwandtschaft zum Roten Reif-Täubling (Russula lilacea), der zudem ähnliche Standortansprüche stellt, ist unverkennbar.
Der Harte Zinnober-Täubling (Russula rosea) ist ähnlich, aber sein Sporenpulver ist mehr cremefarben und das härtere Fleisch unter der Huthaut rötlich. Mit Sulfovanillin färbt es sich deutlich rosa an.

## Ökologie und Verbreitung

Europäische Länder mit Fundnachweisen des Rubinroten Täublings.
Legende:
Länder mit Fundmeldungen
Länder ohne Nachweise
keine Daten
außereuropäische Länder

Der Täubling ist wie alle Täublinge ein Mykorrhizapilz, der wohl nur mit Eichen eine Partnerschaft eingeht.
Der wärmeliebende Täubling kommt in Hainbuchen-Eichenmischwäldern, Eichenhainen und Parks vor. Er mag frische, mäßig bis gut mit Basen und Nährstoffen versorgte, nicht selten schwere, tonige Lehmböden. Gelegentlich kommt er auch auf periodisch wechselnassen, vergleyten oder pseudovergleyten Böden über Kalken, Kalkmergeln und Kalkschottern vor.
Die Fruchtkörper erscheinen von Juli bis September. Der Täubling kommt im Hügel- und unterem Bergland vor, wo man ihn bisweilen unter jungen Eichen im Gras finden kann.

## Systematik

### Infragenerische Systematik
Der Rubinrote Täubling wird in die Untersektion Lilaceinae eingeordnet, die innerhalb der Sektion Lilaceae steht. Die Untersektion enthält kleine, zerbrechliche Arten, mit verschiedenfarbigen Hüten. Sie schmecken mild und haben weißes Sporenpulver.

### Unterarten und Varietäten
Folgende Varietäten wurden beschrieben:
| Varietät                         | Autor          | Beschreibung |
| -------------------------------- | -------------- | --- |
| Russula zvarae var. pusilla      | Sarnari (1993) | Die Varietät ist kleiner als der Typ und hat weniger festes Fleisch. Der Stiel ist zur Basis hin verschmälert und niemals keulig. Der Täubling wächst unter Steineichen oder Zistrosen, an seinem Standort (Italien/Toskana) ist er häufig und gemein. Von der var. salmonicolor unterscheidet er sich durch den Standort und den immer rosa bis rötlich überlaufenen Stiel. |
| Russula zvarae var. salmonicolor | Romagn. (1967) | Wie der Typ, aber etwas kleiner und höher gestreckt. Das Fleisch ist brüchiger, der Hut 4,4–5,5 cm breit und rosa, lachsfarben oder korallrot gefärbt, manchmal auch ebenso rot wie der Kirschrote Spei-Täubling. Der Stiel ist rein weiß. Die Varietät wurde 1996 von Reumaux auch als eigenständige Art Russula salmonicolor beschrieben.                                  |